# سيلبي (دائرة انتخابية في المملكة المتحدة)
سيلبي (بالإنجليزية: Selby)‏ هي إحدى الدوائر الانتخابية في المملكة المتحدة الممثلة في مجلس العموم في برلمان المملكة المتحدة.
عضو البرلمان الذي يمثلها حالياً هو :Mr John Grogan (Lab).